# Dynastes granti
Dynastes granti är en skalbaggsart som beskrevs av Horn 1870. Dynastes granti ingår i släktet herkulesbaggar, och familjen Dynastidae. Inga underarter finns listade i Catalogue of Life.

## Bildgalleri

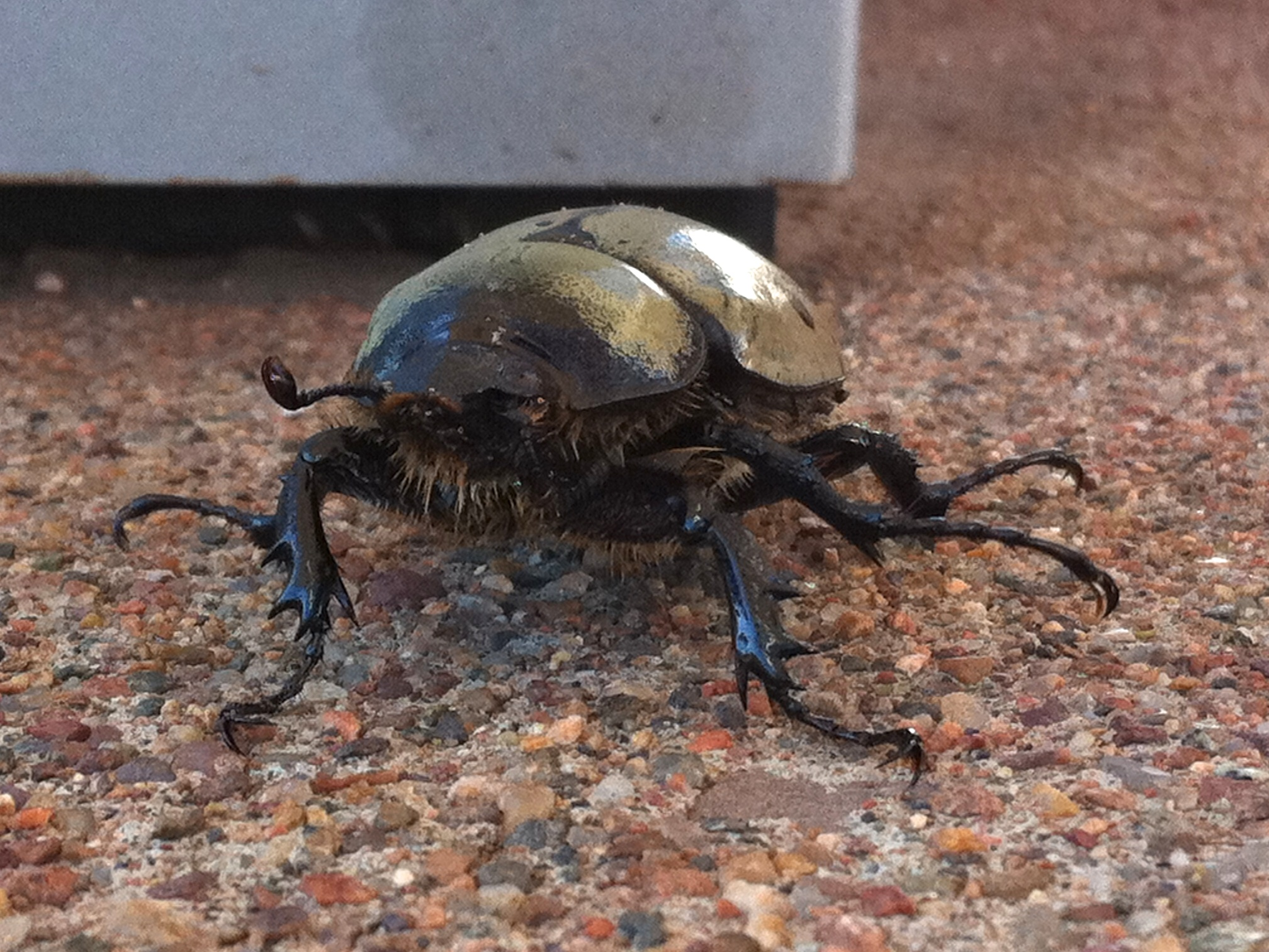
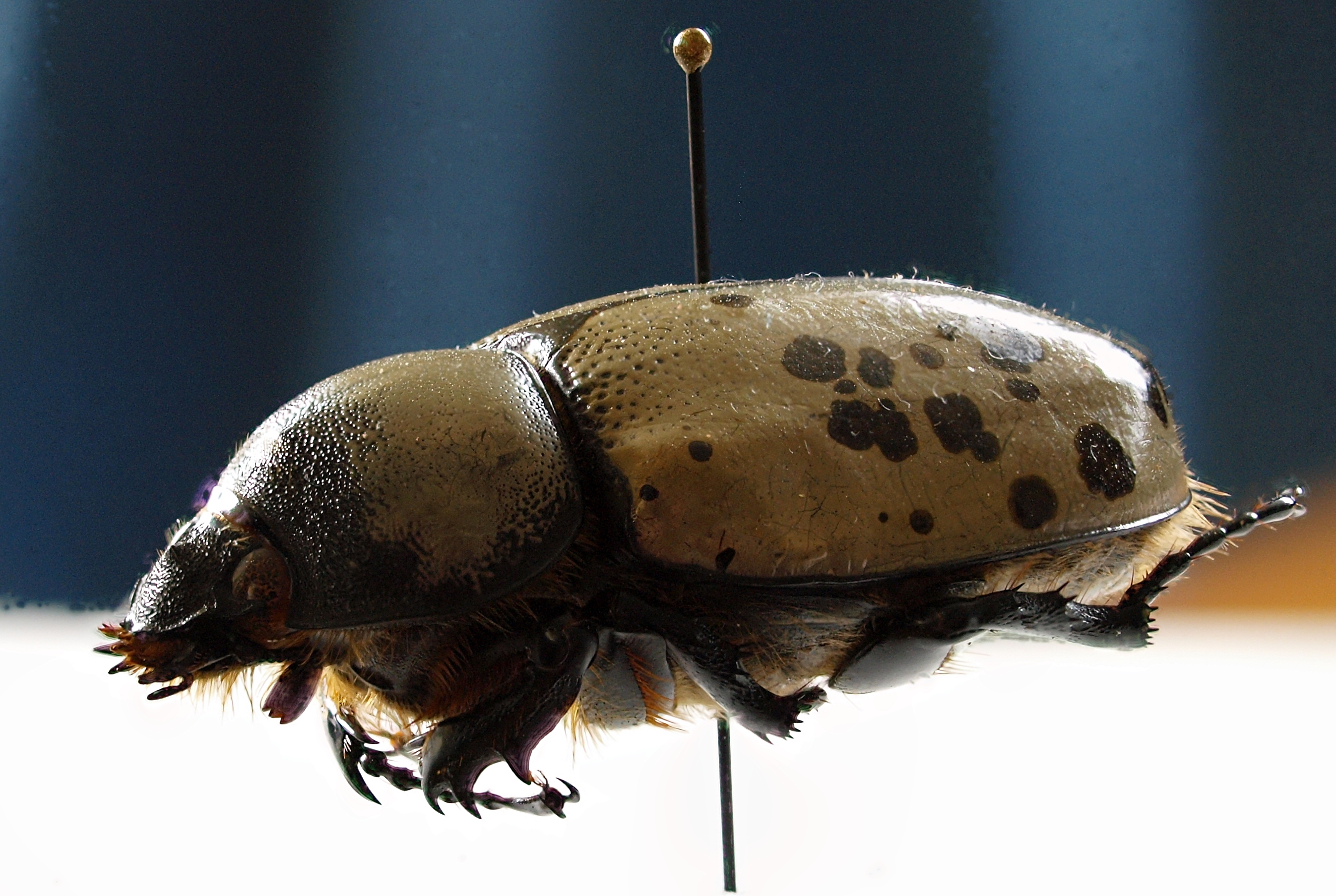
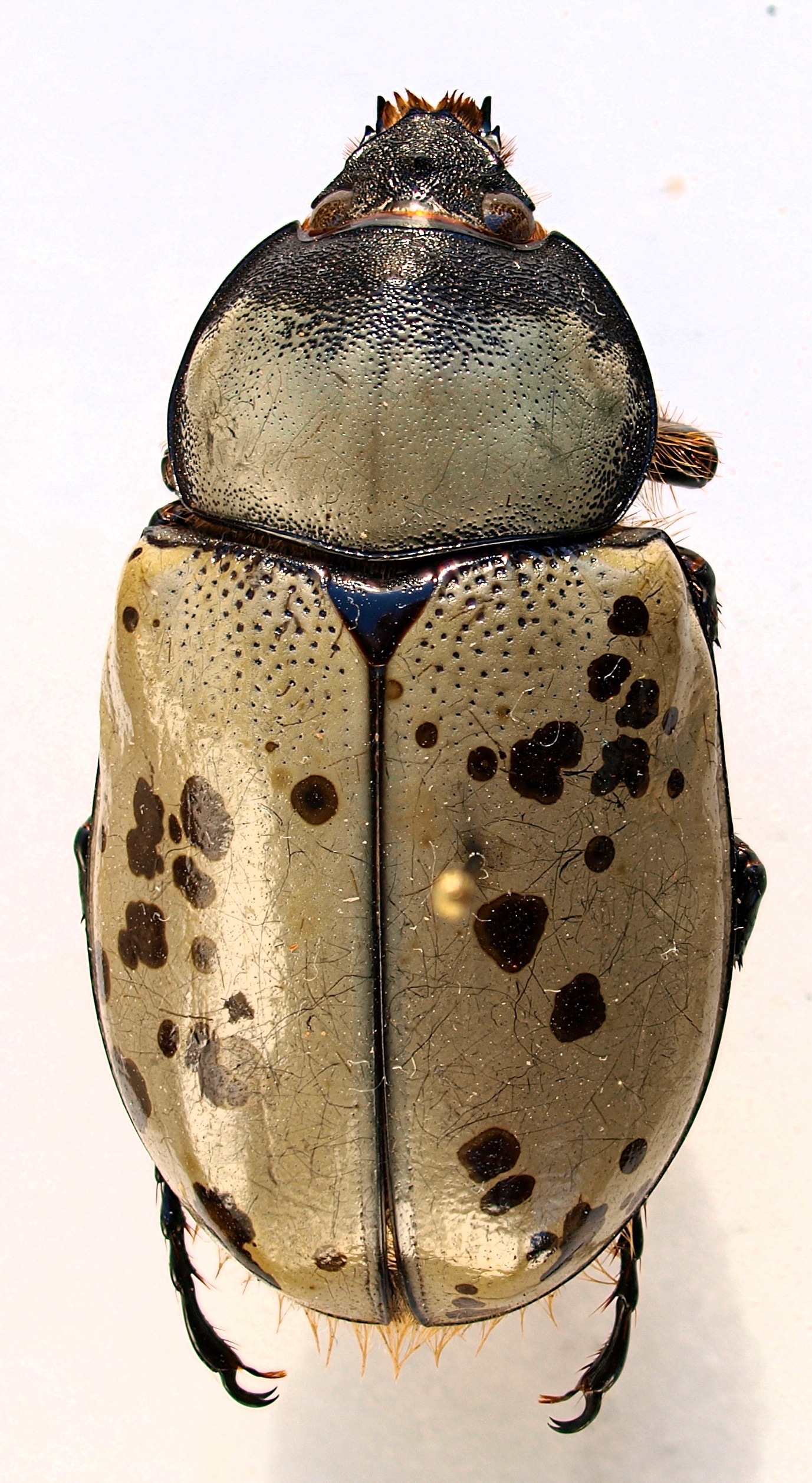
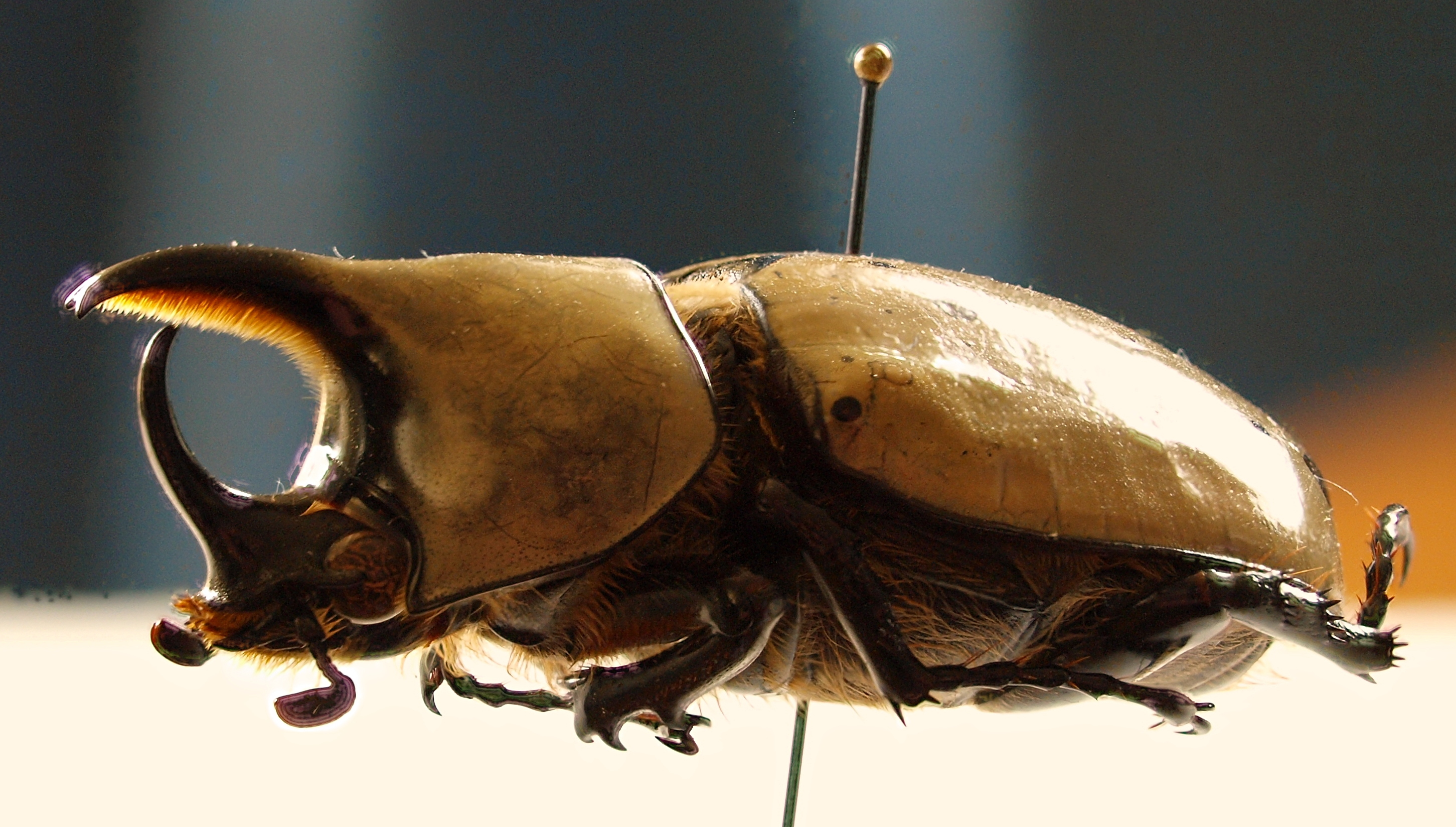
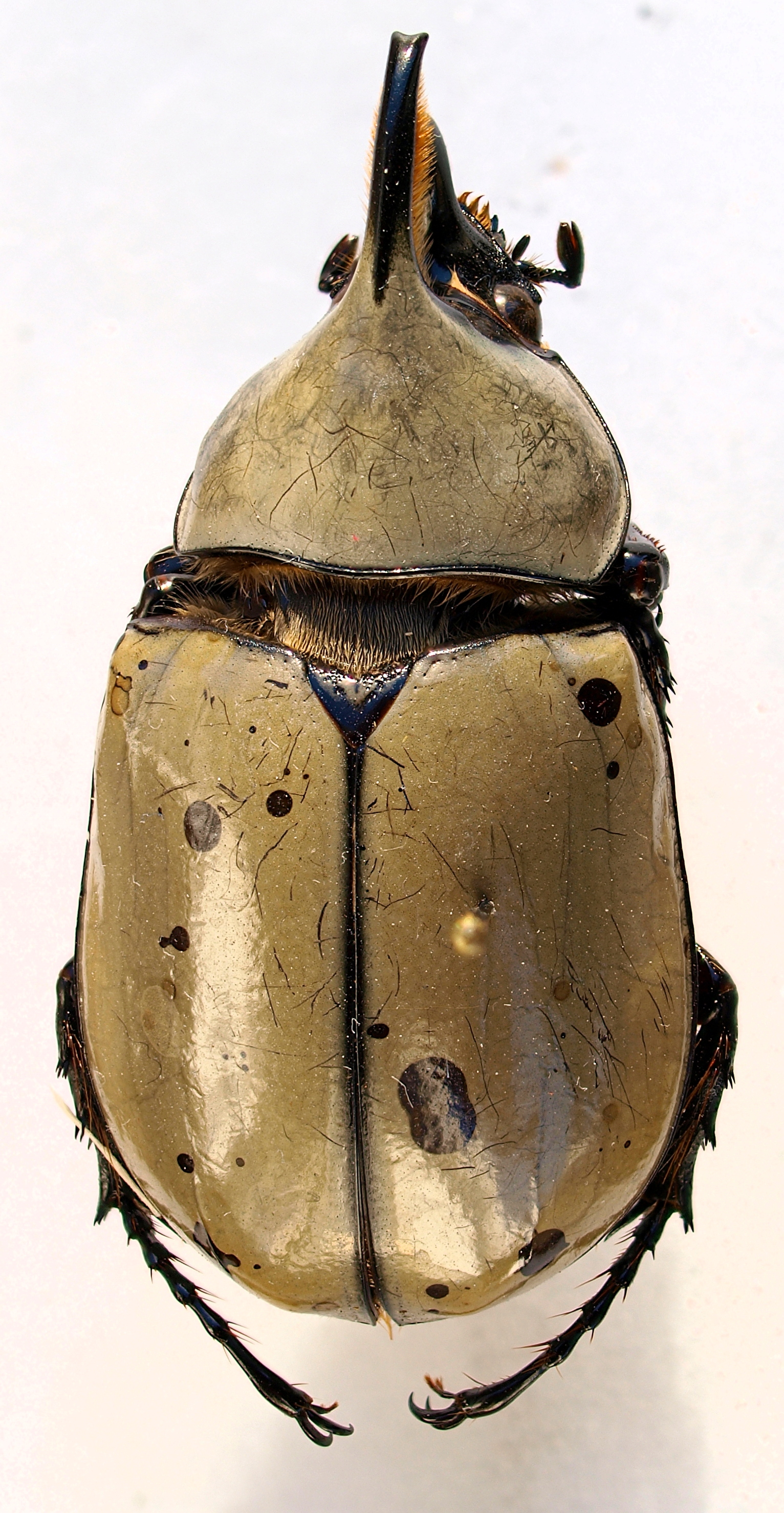
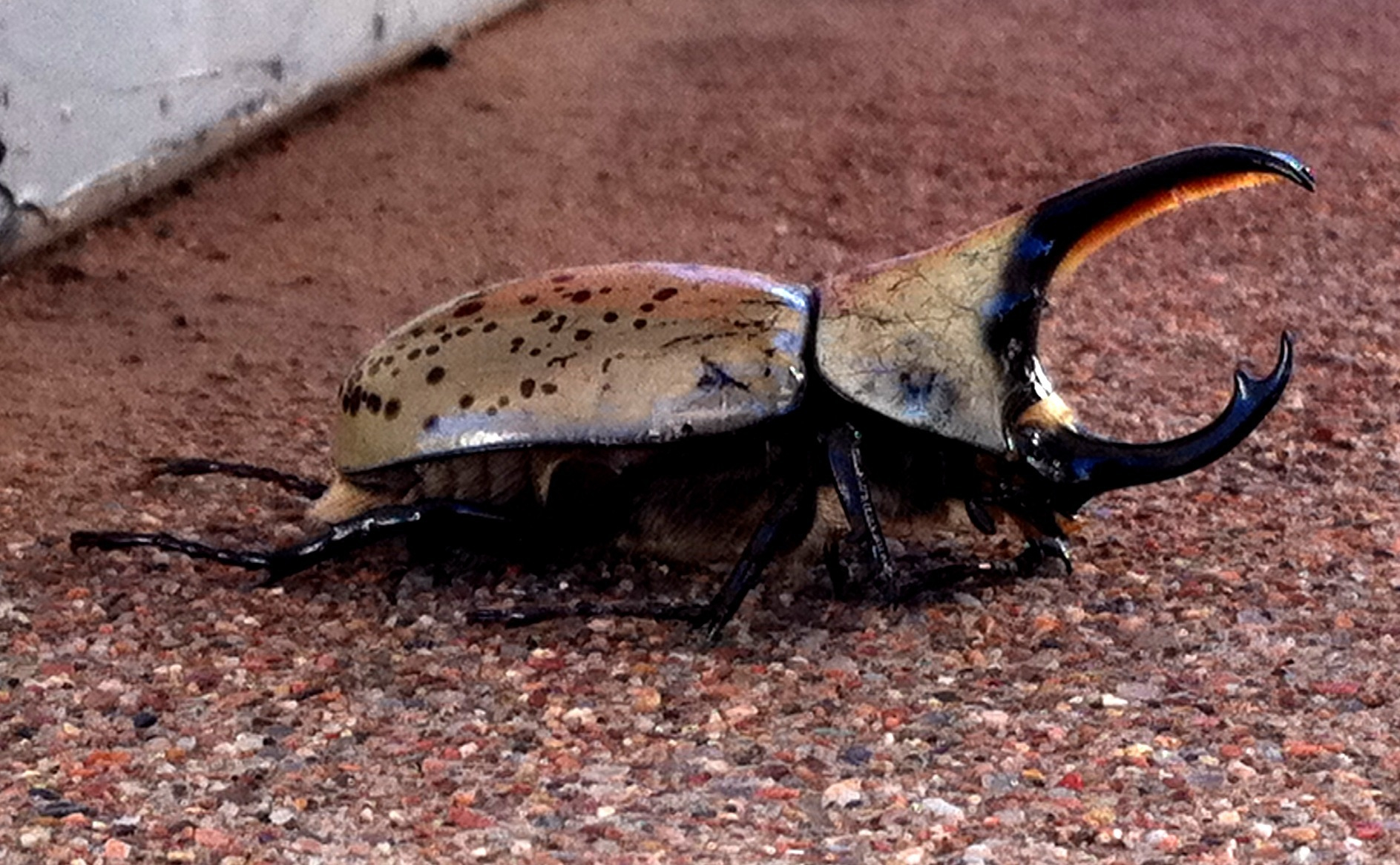